# Kjell-Otto af Klercker
Rutger Kjell-Otto Göran af Klercker, född den 4 januari 1871 i Kristianstad, död den 9 juli 1959 i Lund, var en svensk läkare. 

## Biografi
af Klercker blev medicine doktor 1905 med avhandlingen Studien über die Pentosurie och blev professor i pediatrik och praktisk medicin vid Lunds universitet 1916. Han utgav arbeten huvudsakligen rörande ämnesomsättnings- och barnsjukdomar (rakitis, spasmofili, Morbus Hirschsprung och buktuberkolos). I Lärobok i intern medicin (1915-) författade af Klercker kapitlen Diabetes insipidus, Fettsot, Sällsyntare ämnesomsättningsrubbningar samt Pankreassjukdomar. Från 1930 var han direktör för Malmöhus läns sjukvårdsinrättningar i Lund. Klercker medverkade under signaturen af K. i Svensk uppslagsbok. Han är begravd på Norra kyrkogården i Lund.
Kjell-Otto af Klercker var son till majoren Ernst Fredrik af Klercker och friherrinnan Charlotta Bennet. Han var bror till diplomaten Fredrik af Klercker och filmpionjären Georg af Klercker.